# Уманская и Звенигородская епархия
Ума́нская и Звенигоро́дская епа́рхия — епархия Украинской православной церкви, объединяет приходы и монастыри на территории Жашковского, Звенигородского, Лысянского, Маньковского, Монастырищенского, Тальновского, Уманского, Христиновского районов Черкасской области.
Кафедральные соборы — Свято-Николаевский (Умань) и Спасо-Преображенский (Звенигородка).

## История
Учреждена 25 марта 1874 года как викариатство Киевской епархии существовала (с перерывами) до 1980-х годов.
На заседании 8 мая 2008 года Священный Синод Украинской Православной Церкви принял решение о выделении самостоятельной Уманской епархии из состава Черкасской.

## Епископы
Уманское викариатство Киевской епархии
- Филарет (Филаретов) (28 июля 1874 — 31 октября 1877)
- Михаил (Лузин) (22 января 1878 — 19 марта 1883)
- Поликарп (Розанов) (9 сентября 1884 — 2 апреля 1888)
- Ириней (Орда) (9 мая 1888 — 12 июля 1890)
- Анатолий (Станкевич) (12 июля 1890 — 29 сентября 1892)
- Иаков (Пятницкий) (29 сентября 1892 — 16 января 1893)
- Иоанникий (Надеждин) (21 февраля 1893 — 10 февраля 1896)
- Сергий (Ланин) (2 июня 1896 — 16 марта 1902)
- Агапит (Вишневский) (7 апреля 1902 — 3 января 1908)
- Феодосий (Олтаржевский) (3 января 1908 — 13 августа 1910)
- Димитрий (Вербицкий) (13 ноября 1910—1920)
- Платон (Петров) (1920 — 4 мая 1922)
- Макарий (Кармазин) (1922—1924)
- Димитрий (Вербицкий) (1924 — апрель 1930)
- Александр (Петровский) (30 октября 1932 — 7 сентября 1933)
- Филарет (Линчевский) (9 апреля — 5 ноября 1934)
- Нестор (Сидорук) (14 — 22 октября 1945)
- Нифонт (Сапожков) (4 декабря 1946 — 18 ноября 1948)
- Иларион (Кочергин) (13 ноября 1949 — 22 июля 1950)
- Нестор (Тугай) (6 декабря 1953 — 11 ноября 1954)
- Макарий (Свистун) (7 июня 1970 — 12 октября 1982)

Уманская епархия
- Антоний (Боровик) (18 мая — 11 ноября 2008)
- Пантелеимон (Бащук) (11 ноября 2008 года — 29 января 2016 года)
- Пантелеимон (Луговой) (с 29 января 2016 года)